# Eleição municipal de Blumenau em 2016
A eleição municipal de Blumenau em 2016 foi realizada em dois turnos, o primeiro ocorreu no dia 2 de outubro e o segundo em 30 de outubro do mesmo ano. A cidade foi às urnas para eleger um prefeito, um vice-prefeito e 15 vereadores no município de Blumenau, no estado de Santa Catarina, no Brasil. O prefeito titular, Napoleão Bernardes, do PSDB, foi reeleito no segundo turno com 57,56% dos votos válidos, disputando com Jean Kuhlmann, do PSD, que obteve 42,44% dos votos. Para o Legislativo Municipal, o candidato mais votado foi o vereador eleito Marcos da Rosa, do DEM, que recolheu 5.571 votos (3,14% dos votos válidos).

## Resultados

### Prefeito

#### Primeiro turno
Cinco candidatos disputaram o cargo de Prefeito de Blumenau. Os dois candidatos mais votados, Napoleão Bernardes (PSDB) e Jean Kuhlmann (PSD), seguiram para o segundo turno.
| Candidato(a)               | Vice                        | 1º Turno | 1º Turno    |
| Candidato(a)               | Vice                        | Votação  | Votação     |
| Candidato(a)               | Vice                        | Total    | Porcentagem |
| -------------------------- | --------------------------- | -------- | ----------- |
| Napoleão Bernardes (PSDB)  | Mário Hildebrandt (PSB)     | 81.050   | 44.81%      |
| Jean Kuhlmann (PSD)        | Alexandre Piaz (PRB)        | 63.411   | 35.06%      |
| Ivan Naatz (PDT)           | Amauri Cadore (PDT)         | 16.652   | 9.21%       |
| Arnaldo Zimmermann (PCdoB) | João Luiz Bernardes (PCdoB) | 10.855   | 6%          |
| Valmor Schiochet (PT)      | Sandra Pinheiro (PT)        | 8.911    | 4.93%       |
| Total de votos válidos     | Total de votos válidos      | 180.879  | 100%        |
| Votos nulos                | Votos nulos                 | 19.199   | 9,17%       |
| Votos em branco            | Votos em branco             | 9.266    | 4,43%       |
| Total de votos apurados    | Total de votos apurados     | 209.344  | 90,95%      |
| Abstenção                  | Abstenção                   | 20.823   | 9,05%       |
| Total de eleitores         | Total de eleitores          | 230.167  | 100%        |

#### Segundo turno
No dia 30 de outubro de 2016, Napoleão Bernardes ganhou foi reeleito com 57,56% dos votos válidos.
| Candidato(a)              | Vice                    | 2º Turno | 2º Turno    |
| Candidato(a)              | Vice                    | Votação  | Votação     |
| Candidato(a)              | Vice                    | Total    | Porcentagem |
| ------------------------- | ----------------------- | -------- | ----------- |
| Napoleão Bernardes (PSDB) | Mário Hildebrandt (PSB) | 104.535  | 57,56%      |
| Jean Kuhlmann (PSD)       | Alexandre Piaz (PRB)    | 77.073   | 42,44%      |
| Total de votos válidos    | Total de votos válidos  | 181.608  | 79,65%      |
| Votos nulos               | Votos nulos             | 16.302   | 8,01%       |
| Votos em branco           | Votos em branco         | 5.534    | 2,72%       |
| Total de votos apurados   | Total de votos apurados | 203.444  | 88,43%      |
| Abstenção                 | Abstenção               | 26.620   | 11,57%      |
| Total de eleitores        | Total de eleitores      | 230.064  | 100%        |

### Vereador
Quinze vereadores foram eleitos no dia 2 de outubro de 2016. Entre eles, nenhuma mulher. O vereador mais votado foi Marcos da Rosa (DEM), com 5.571 votos, ou 3,14%. O partido com a maior representação foi o PSDB (3), seguido pelo DEM, PSD e PP, cada um com dois vereadores.
| Partido            | Partido            | Candidato                 | Votos   | Porcentagem |
| ------------------ | ------------------ | ------------------------- | ------- | ----------- |
|                    | DEM                | Marcos da Rosa            | 5.571   | 3.14%       |
|                    | PSB                | Bruno Cunha               | 4.829   | 2.72%       |
|                    | PSDB               | Sylvio Zimmermann         | 3.773   | 2.12%       |
|                    | SD                 | José de Souza             | 3.760   | 2.12%       |
|                    | PSD                | Jovino Cardoso            | 3.556   | 2%          |
|                    | PT                 | Adriano Pereira           | 3.413   | 1.92%       |
|                    | PSDB               | Jens Mantau               | 3.279   | 1.85%       |
|                    | PP                 | Ricardo Alba              | 3.277   | 1.85%       |
|                    | PMDB               | Marcelo Lanzarin          | 3.145   | 1.77%       |
|                    | DEM                | Oldemar Luiz Becker       | 3.082   | 1.74%       |
|                    | PSDB               | Alexandre Agenor Matias   | 2.887   | 1.63%       |
|                    | PSD                | Gilson de Souza           | 2.615   | 1.47%       |
|                    | PROS               | Alexandre Pereira Caminha | 2.477   | 1.39%       |
|                    | PP                 | Almir Vieira              | 2.343   | 1.32%       |
|                    | PL                 | Ailton de Souza           | 2.279   | 1.28%       |
| → Votos nulos      | → Votos nulos      | → Votos nulos             | 17.462  | 8,34%       |
| → Votos brancos    | → Votos brancos    | → Votos brancos           | 14.271  | 6,82%       |
| Total apurado      | Total apurado      | Total apurado             | 209.344 | 90,95%      |
| Abstenção          | Abstenção          | Abstenção                 | 20.823  | 9,05%       |
| Total de eleitores | Total de eleitores | Total de eleitores        | 230.167 | 100%        |